# 道の駅なみえ
道の駅なみえ（みちのえき なみえ）は、福島県双葉郡浪江町の、国道6号と国道114号の交差点に面する道の駅である。浪江町が、指定管理者制度による運営している。
2020年8月1日にオープンした。浪江町は、2011年3月11日の東日本大震災に伴い起きた福島第一原子力発電所事故で全町避難を強いられ、2017年3月に中心部では解除され、住民や来町者の生活支援と復興のため設けられた。周辺には町役場やイオン浪江店などがある。

## 施設
- 駐車場 128台
  - 大型車 22台
  - 小型車 103台
  - 身障者用 3台
- トイレ
  - 男性 小 8器
  - 男性 大 7器（大型ブース1器）
  - 女性 27器（大型ブース1器、多機能トイレ1器）
- 地域振興施設（フードコート、産地直売所、ベーカリー、無印良品、大会議室、郷土料理研修室、キッズスペース、交流サロン、談話コーナー）
  - 産地直売所
  - まちのパン屋
  - フードテラス
- 無印良品[8]
- 地域観光情報発信室（情報コーナー、スマートコミュニティ事業展示コーナー、公衆電話、ベビーコーナー）
- 非常用電源
- ラッキー公園 in なみえまち
- 地場産品販売施設「なみえの技・なりわい館」
  - SakeKuraゆい
  - 大堀相馬焼
  - 鈴木酒造店[9]

店舗の営業は午前10時から午後6時で、定休日は毎月最終水曜日（「なみえの技・なりわい館」は毎週水曜日）。

## アクセス
登録路線は国道6号と国道114号。
公共交通機関ではJR東日本常磐線浪江駅から徒歩15分程度。新常磐交通の路線バス（富岡駅前 - 浪江駅前 - 道の駅なみえ - 福島水素エネルギー研究フィールド）も停車する。